# فلوئورومتیلیدین
فلوئورومتیلیدین (انگلیسی: Fluoromethylidyne)  یک ترکیب شیمیایی پایدار نبوده, بلکه یک رادیکال آزاد با یک کرین بسیار فعال است.